# Rob Pike
Robert C. Pike (* 1956) je softwarový vývojář a autor. Je známý pro svou práci v Bellových laboratořích, kde byl členem týmu pro Unix a účastnil se vývoje operačního systému Plan 9 from Bell Labs a Inferno. Také se podílel na vývoji programovacího jazyka Limbo.
Spolupracoval při vývoji grafického terminálu Blit a před tím se v roce 1981 podílel na vývoji prvního grafického uživatelského rozhraní pro systém Unix. V průběhu let napsal mnoho textových editorů, Sam a acme jsou nejznámější a stále ještě aktivně používané a rozvíjené.
Pike je spolu s Brianem Kernighanem spoluautorem knih The Practice of Programming a The Unix Programming Environment. S Kenem Thompsonem také spoluvytvářel UTF-8. Pike také vytvořil méně důležité systémy, včetně programu vismon, díky němuž můžeme vidět tvář odesílatele e-mailu.
Pike se také objevil v The Late Show with David Letterman jako technický asistent komedialního dua Penn a Teller.
Za vtip považoval Pike výhru stříbrné medaile v roce 1980 v lukostřelbě na letních olympijských hrách (LOH). Kanada v tomto roce bojkotovala LOH a Pikovi nebyla medaile udělena. Pike, kanadský občan, je ženatý s Renée Frenchovou a nyní pracuje pro společnost Google, kde je zapojen do tvorby programovacího jazyka Go.